# Marts Pujāts
Marts Pujāts (né le 7 février 1982 à Ogre) est un poète letton.

## Biographie
Marts Pujāts grandit dans la petite ville d'Ikšķile où il fréquente le jardin d'enfants "Urdaviņa". À l'âge de sept ans, il entre à l'École Emīls Dārziņš de Riga, avant de rejoindre en 7e classe (équivalent de la 5e française) l'École du Chœur du Dôme de Riga. Il chante au sein du chœur de garçons avec lequel il participe à de nombreuses tournées à l'étranger. De toutes, c'est la tournée au Japon qui l'a le plus profondément marqué. Ses professeurs de composition sont Pauls Dambis et Pēteris Vasks. Toutefois, l'obtention de son diplôme de fins d'études secondaires en 2000 marque aussi la fin de sa carrière musicale.
En 2000, il fait un brève passage à la Faculté de philologie de l'Université de Lettonie, avant de poursuivre des études à l'Académie de la Culture de Lettonie. Il travaille comme auteur de textes pour différentes agences de publicité.
Il écrit de la poésie depuis l'âge de quatorze ans. En 1998, il participe pour la première fois au symposium de jeunes écrivains "Aicinājums" et ses premiers textes sont publiés. Plus tard, il publie des récits et des chroniques dans l'hebdomadaire culturel "Kultūras Forums". En 2000, le manuscrit de son premier recueil de poèmes Tuk tuk par sevi reçoit le Prix Klāvs Elsbergs qui lui permet d'être publié, et d'être reconnu aussitôt comme un des poètes les plus prometteurs de sa génération.
En 2005, une sélection de ses poèmes est publiée à Moscou sous le titre de Divzvaigžņu baznīcas en édition bilingue letton/russe dans une traduction d'Aleksandr Zapol. En 2006, un deuxième recueil paraît aux éditions Satori, intitulé Mūsu dziesma qui s'engage vers une poétique plus laconique et plus distante. Ses poèmes figurent dans la plupart des anthologies de poésie lettone parues en traduction au cours des dix dernières années en anglais (2001), bulgare (2008), suédois (2008) et lituanien (2012). Il est au nombre des six poètes retenus dans le recueil "Six Latvian Poets" traduits par Ieva Lešinska publié au Royaume-Uni en 2011.
Au mois de septembre 2013 sort son troisième recueil Nāk gaismā pati lampa, qui reçoit de nombreux prix en Lettonie: prix de poésie de la revue Latvju Teksti, nomination pour le prix de l'émission de télévision "100 grami kultūras" pour le prix "Kilograms kultūra", prix du meilleur livre de poésie pour le prix Literatūras gada balva.

### Poésie
- Tuk tuk par sevi. Rīga: Pētergailis, 2000.
- Mūsu dziesma. Rīga: p-Art/Satori, 2006.
- Nāk gaismā pati lampa. Rīga: Mansards, 2013.
- Ej nu ej . Rīga: Liels un mazs, 2020.
- Zenīts. Rīga: Liels un mazs, 2022.
- Dāma baltos džinsos. Rīga: Neputns, 2023.

### Poésie en traduction
- Divzvaigžņu baznīcas. Traduction Aleksandr Zapol. Moscou - Tver, 2005.
- За нас ("Par mums", bilingue letton et russe, traduction A.Zapol): Kārlis Vērdiņš, Māris Salējs, Marts Pujāts, Pēteris Draguns. Rīga: Orbita, 2009.
- Six Latvian Poets. Traduction Ieva Lešinska. Royaume-Uni, Arc Publications, 2011.